# کواتسنهایم
کواتسنهایم (به فرانسوی: Quatzenheim) یک کمون در فرانسه با جمعیت ۷۶۴ نفر است که در Canton of Truchtersheim واقع شده‌است.